# Procopio Franco
Procopio Franco (Procopio Franco Hernández; * 8. Juli 1970 in Mexiko-Stadt) ist ein mexikanischer Marathonläufer.
2001 wurde er Zentralamerika/Karibik-Meister im Halbmarathon und kam bei den Halbmarathon-Weltmeisterschaften in Bristol auf den 84. Platz, und 2002 wurde er Vierter beim Maratón de la Comarca Lagunera und gewann die Goldmedaille bei den Zentralamerika- und Karibikspielen.
2004 wurde er als Gesamtzweiter in der Comarca Lagunera mexikanischer Meister und qualifizierte sich damit für die Olympischen Spiele in Athen, bei denen er den 55. Platz belegte. 2006 verteidigte er als Gesamtzweiter in der Comarca Lagunera seinen nationalen Titel und gewann erneut Gold bei den Zentralamerika- und Karibikspielen. Im Jahr darauf wurde er Fünfter in der Comarca Lagunera, gewann bei den Panamerikanischen Spielen in Rio de Janeiro Bronze und wurde Sechster beim Gyeongju International Marathon.
2008 wurde er als Gesamtsieger in der Comarca Lagunera zum dritten Mal nationaler Meister. Als Dritter eines 30-km-Ausscheidungsrennens des mexikanischen Leichtathletikverbandes wurde er für die Olympischen Spiele in Peking nominiert, bei denen er auf Rang 47 einlief. Beim Monterrey-Marathon wurde er Dritter. 2009 wurde er Zweiter beim Guadalajara-Marathon.

## Persönliche Bestzeiten
- Halbmarathon: 1:04:43 h, 2001
- Marathon: 2:11:42 h, 7. März 2004, Torreón